# Флаг Украинской ССР
Госуда́рственный флаг Украи́нской ССР (укр. Державний прапор Української РСР) — один из государственных символов Украинской Советской Социалистической Республики. Согласно Положению о Государственном флаге Украинской ССР, он являлся «символом государственного суверенитета Украинской ССР, добровольного объединения Украинской ССР с другими равноправными республиками в Союз Советских Социалистических Республик, нерушимого союза рабочих, крестьян и интеллигенции, дружбы и братства трудящихся республики всех национальностей, строящих коммунистическое общество».

## История флага
10 марта 1919 года в Харькове собрался III съезд Советов Украины, объявивший о создании Украинской Социалистической Советской Республики. 10 марта была также утверждена первая Конституция Украинской ССР, окончательная редакция которой была принята Всеукраинским Центральным Исполнительным Комитетом (ВУЦИК) на заседании 14 марта 1919 года. Она установила (практически, буквально повторила описание торгового, морского и военного флага РСФСР в Конституции РСФСР 1918 года):

35. Торговый, морской и военный флаг УССР состоит из полотнища красного (алого) цвета, в левом углу которого — у древка наверху — помещены буквы «У. С. С. Р.» или надпись «Украинская Социалистическая Советская Республика».

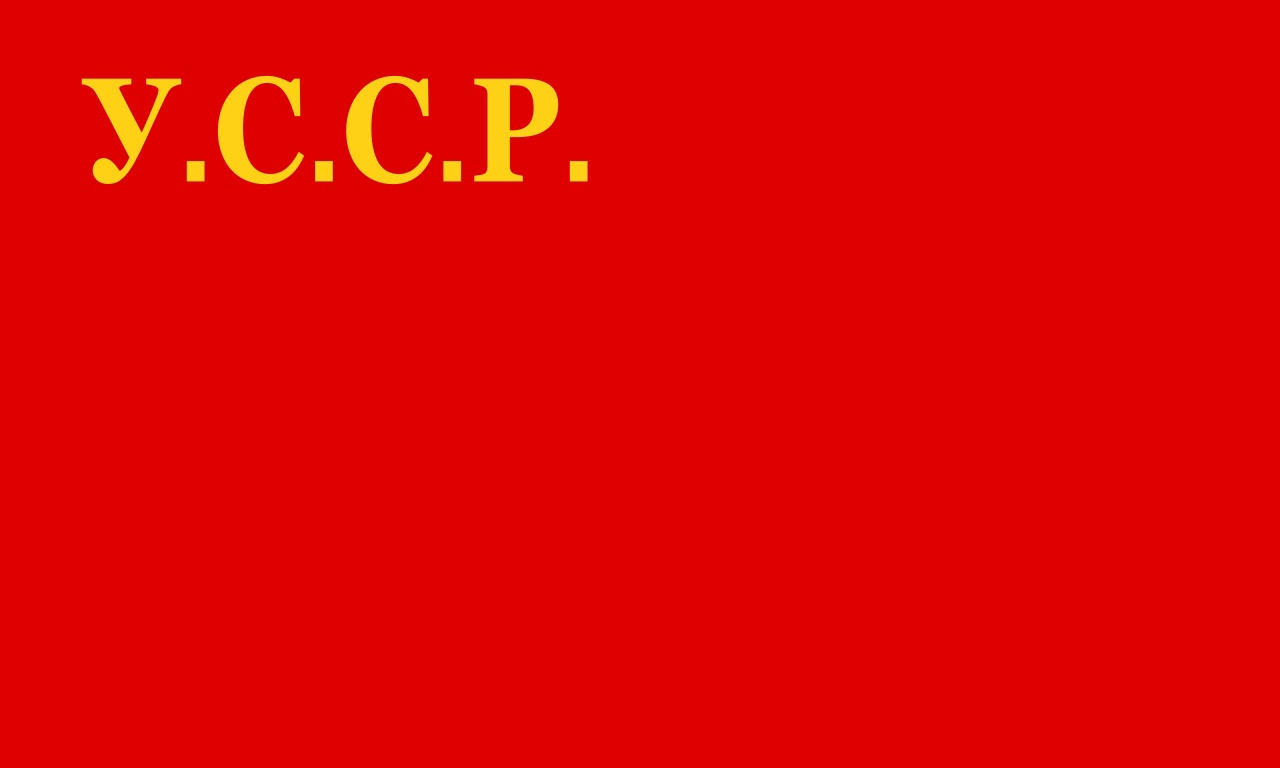
Флаг УССР, 1919—1927 (29) гг.

В связи с образованием 30 декабря 1922 года Союза Социалистических Советских Республик, 15 января 1923 года постановлением ВУЦИК утверждены представленные НКЮстом (Народный комиссариат юстиции) проекты печати, герба, торгового, рыболовецкого и государственного флагов. В указанном документе было подтверждено и впервые опубликовано изображение государственного флага УССР, описанное в конституции 1919 года.
В инструкции НКВД УССР от 3 апреля 1926 года установлены следующие правила:

1. Государственный флаг УССР состоит из продолговатого красного полотнища, в левом верхнем углу которого возле древка, изображены золотые буквы «УССР» или надпись: «Украинская Социалистическая Советская Республика».
2. Цвет полотнища должен быть алый или красный. Цвет может быть и другой густоты, но с условием, чтобы оттенок был близкий к красному и не склонялся в какие-нибудь другие оттенки (как например: жёлтый, коричневый, малиновый и т. п.).
…4. Общий размер полотнища не должен быть меньше как полметра шириною, причём длина его должна быть, по крайней мере раза в полтора больше ширины.

6 июля 1927 года вышло Постановление ВУЦИК и СНК УССР «Об обеспечении равноправия языков и развития украинской культуры», которое рекомендовало использовать украинский язык на гербе и печати УССР. Аналогичный подход нашёл отражение в принятом в том же году первом в СССР Административном кодексе УССР:

…следует сказать, что и на государственном флаге УССР текст словесных обозначений следует наносить украинским языком, а в национально-территориальных образованиях разрешается делать обозначения на государственном флаге УССР на украинском языке и на языке национального меньшинства.

Флаг УССР, 1929—1937 гг.

В 1929 году принята новая Конституция УССР, в которой изменено описание флага (Раздел 5, страница 81):

Государственный флаг Украинской социалистической советской республики состоит из полотнища красного (алого) цвета, в левом углу которого, у древка наверху, помещены золотые буквы «У. С. Р. Р.» или надпись «Українська соціалістична радянська республіка».

Флаг УССР, 1937—1950 гг.

В Конституции УССР от 30 января 1937 года, которая также изменила наименование республики — на Украинская Советская Социалистическая Республика, — снова изменилось описание флага:

Статья 144. Государственный флаг УССР состоит из красного полотнища, в левом углу которого, у древка наверху, помещены золотые серп и молот и буквы УРСР.

Флаг изображался с надписью УРСР (без точек), как над серпом и молотом, так и под ним.

Флаг УССР, 1950—1991 гг.

В 1945 году СССР, Белоруссия (БССР) и Украина (УССР) стали странами-учредительницами ООН. Так как их флаги почти ничем не отличались между собой и от флагов других советских республик, то было принято решение изменить флаги республик. 20 января 1947 года вышло Постановление Президиума Верховного Совета СССР «О государственных флагах союзных республик»:

Признать целесообразным внести изменения в действующие государственные флаги союзных республик с тем, чтобы государственный флаг союзной республики отражал идею союзного советского государства (помещение на флаге эмблемы СССР — серп и молот, пятиконечная звезда, сохранение красного цвета) и национальные особенности республики (введение кроме красного других цветов, порядок их расположения, включение национального орнамента).

На основании этого Постановления 21 ноября 1949 года был принят указ президиума Верховного Совета Украинской ССР «О Государственном флаге Украинской ССР». 5 июля 1950 года он был утверждён Верховным советом УССР в качестве закона. В нём говорится:

Государственный флаг Украинской Советской Социалистической Республики представляет собой полотнище, которое состоит из двух горизонтально расположенных цветных полос: верхней, красного цвета, которая составляет две трети ширины флага и нижней лазоревого цвета, которая составляет одну треть ширины флага, с изображением в верхней части флага, на расстоянии одной трети его длины от древка, золотых серпа и молота и над ними пятиугольная звезда, обрамлённая золотой каймой.
Размер флага устанавливается отношением ширины к длине как 1:2.

Конституция Украинской ССР 1978 года (ст. 167) оставила флаг без изменений.
6 апреля 1981 года Указом Президиума ВС УССР принято положение о государственном флаге УССР, которое дополнило описание флага словами:

Серп и молот вписываются в квадрат, сторона которого равна 1/4 ширины флага. Острый конец серпа приходится посередине верхней стороны квадрата, рукоятки серпа и молота упираются в нижние углы квадрата. Длина молота с рукояткой составляет 3/4 диагонали квадрата. Пятиконечная звезда вписывается в окружность диаметром в 1/8 ширины флага, касающуюся верхней стороны квадрата. Расстояние вертикальной оси звезды, серпа и молота от древка равняется 1/3 длины флага. Расстояние от верхней кромки флага до центра звезды — 1/8 ширины флага.

Флаг Украины, 1991—1992 гг.

24 августа 1991 года Верховный Совет УССР провозгласил независимость Украины, подтверждённую всенародным референдумом 1 декабря 1991 года. 4 сентября сине-жёлтый флаг был впервые поднят над зданием Верховного Совета республики рядом с Государственным флагом Украинской ССР.
18 сентября 1991 года постановлением Президиума Верховной Рады было разрешено использование сине-жёлтого флага для всех протокольных случаев. Несмотря на то, что сине-жёлтое полотнище не имело в тот период статуса государственного флага, оно повсеместно сменило флаг УССР 1950 года.
28 января 1992 года сине-жёлтый флаг был объявлен государственным флагом Украины. 14 февраля 1992 года было установлено, что флаг, герб и гимн республики устанавливаются Верховной Радой Украины. Флаг Украинской ССР был окончательно отменён 18 июля 1992 года путём исключения статьи 167 из Конституции Украины 1978 года.

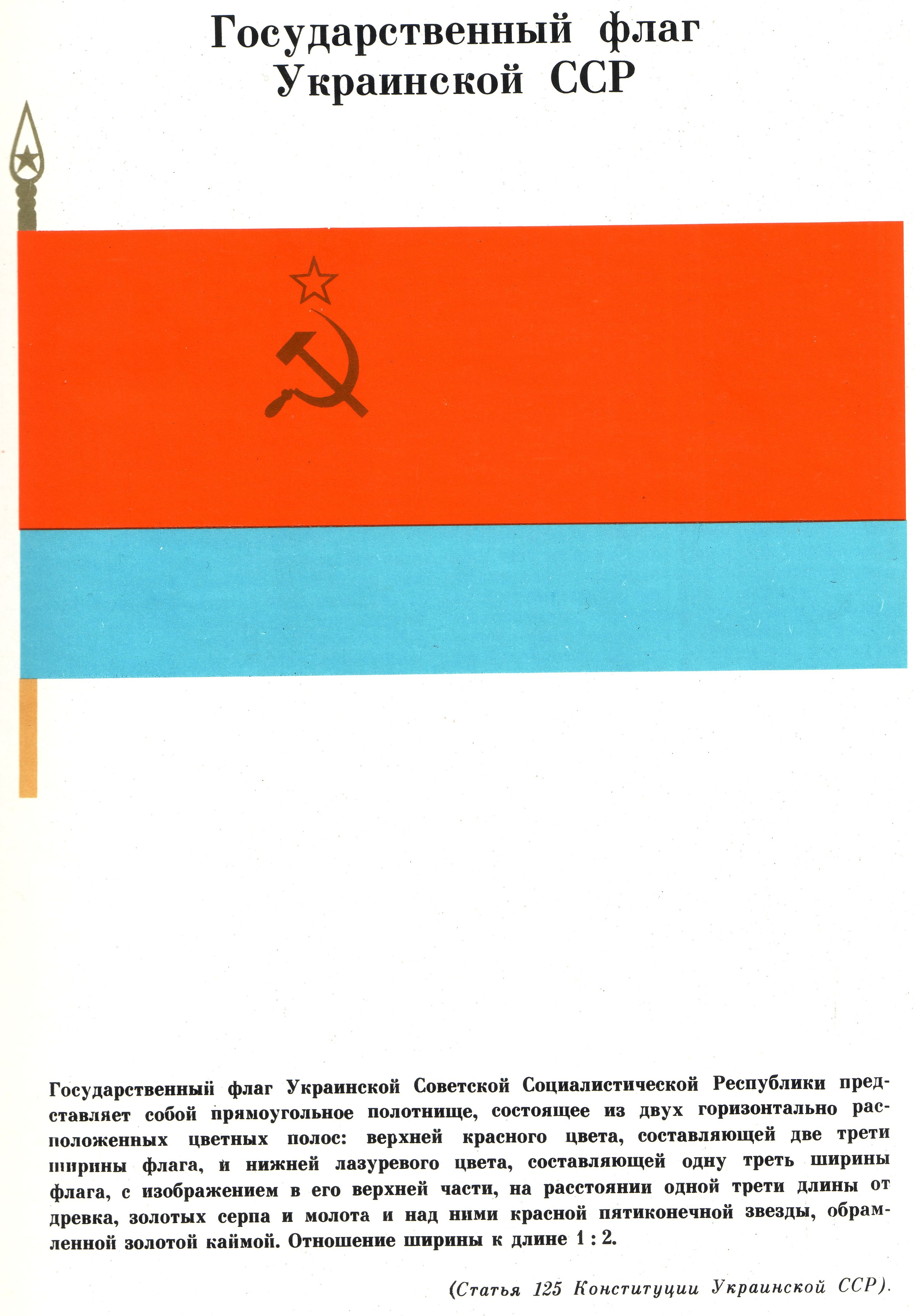
Флаг УССР (1950—1992) с официальным описанием